# Joan Austin
Joan Winifred Austin (luego Lycett, 23 de enero de 1903 - 2 de abril de 1998) fue una tenista británica conocida también como una de "The Babes".

## Primeros años
Joan Austin nació el 23 de enero de 1903 en Londres, Inglaterra. Su hermano era Bunny Austin, finalista de Wimbledon. Austin asistió a la Winchester School for Girls y fue enseñada a jugar tenis por su padre.

## Carrera
Austin ganó el título individual en los Junior Championships of Great Britain en 1920 y 1921.
Junto a Evelyn Colyer jugó en dobles en el Campeonato de Wimbledon en 1923 y llegaron a la final contra Suzanne Lenglen y Elizabeth Ryan, pero perdieron en sets corridos. Colyer y Austin eran conocidas en la prensa británica como "The Babes".
Entre 1923 y 1932 compitió en nueve ediciones de los Wimbledon Championships. Su mejor resultado en individuales fue llegar a la tercera ronda en 1923, 1927 y 1929.
En junio de 1925, Austin y su esposo hicieron pareja en el evento de dobles mixtos en Wimbledon y alcanzaron la semifinal, la cual perdieron en tres sets contra Suzanne Lenglen y Jean Borotra.
En noviembre de 1934, Austin se convirtió en entrenadora profesional de tenis.

## Vida personal
El 12 de febrero de 1925, Austin se casó con Randolph Lycett, un tenista. En agosto de 1926, Austin tuvo una hija.

## Finales de Grand Slam

### Dobles: (1 subcampeona)
| Resultado | Año  | Campeonato | Superficie | Compañera     | Oponentes                      | Marcador |
| --------- | ---- | ---------- | ---------- | ------------- | ------------------------------ | -------- |
| Derrota   | 1923 | Wimbledon  | Césped     | Evelyn Colyer | Suzanne Lenglen Elizabeth Ryan | 3–6, 1–6 |